# Wilhelm Loos (Politiker)
Wilhelm Loos (* 20. März 1885 in Udenheim; † 14. Dezember 1948 in Heppenheim) war ein hessischer Politiker (DDP) und ehemaliger Abgeordneter des Landtags des Volksstaates Hessen in der Weimarer Republik.

## Familie
Wilhelm Loos war der Sohn des Gast- und Landwirts Lorenz Loos und dessen Frau Karoline geborene Steitz. In erster Ehe war er mit Frida geborene Schmidt und in zweiter Ehe mit Maria Charlotte geborene Darmstädter verheiratet.

## Ausbildung und Beruf
Wilhelm Loos war zwischen 1901 und 1904 Seminarist in Alzey und arbeitete ab 1904 als Lehrer in Darmstadt, Darmstadt-Eberstadt und Babenhausen. 1919 bis 1922 war er Leiter der Reichszentrale für Heimatdienst/Landesabteilung Hessen. 1920 wurde er von der französischen Militärjustiz zu 20 Jahren Gefängnis und Aufenthaltsverbot verurteilt. Er flüchtete aus dem französisch besetzten Brückenkopf nach Gießen, wo er 1922 Rektor wurde. 1929 wurde er Kreisschulrat im Landkreis Groß-Gerau. Nach der Machtergreifung der Nationalsozialisten wurde er in den Ruhestand versetzt. 1945 bis 1948 war er erneut Kreisschulrat in Heppenheim und wirkte ab 1948 als Referent im Hessischen Kultusministerium.

## Politik
Wilhelm Loos rückte am 1. April 1919 für Prof. Dr. Samuel Eck (DDP) in den Landtag nach und gehörte diesem bis zum Ende der Wahlperiode 1921 an.